# 2007 în literatură
- 2006 în literatură — 2007 în literatură — 2008 în literatură

2007 în literatură implică o serie de evenimente:

## Celebrări
- 19 martie: 100 de ani de la nașterea lui Mircea Eliade
- 18 septembrie: 100 de ani de la nașterea lui Arșavir Acterian
- 26 septembrie: 100 de ani de la nașterea lui Dan Botta
- 18 octombrie: 100 de ani de la nașterea lui Mihail Sebastian
- 20 noiembrie: 100 de ani de la nașterea lui Mihai Beniuc

## Cărți noi

### Ficțiune în proză
- Gilbert Adair - A Mysterious Affair of Style
- Louis Begley - Matters of Honor
- Alan Bennett - The Uncommon Reader
- Bob Burg și John D. Mann - The Go-Giver
- Michael Chabon - The Yiddish Policemen's Union
- Bernard Cornwell - Sword Song
- Jim Crace - The Pesthouse
- Robert Crais - The Watchman
- Don DeLillo - Falling Man
- Junot Díaz - The Brief Wondrous Life of Oscar Wao
- Joshua Ferris - Then We Came to the End
- Helon Habila - Measuring Time
- Don Hannah - Ragged Islands
- Elizabeth Hay - Late Nights on Air
- Khaled Hosseini - A Thousand Splendid Suns
- Denis Johnson - Tree of Smoke
- Panos Karnezis - The Birthday Party
- Jesse Lee Kercheval - The Alice Stories
- Min Jin Lee - Free Food for Millionaires
- Ian McEwan - On Chesil Beach
- Michael Ondaatje - Divisadero
- Graham Swift - Tomorrow
- M. G. Vassanji - The Assassin's Song
- Kirby Wright - Moloka'i Nui Ahina, Summers on the Lonely Isle
- Juli Zeh - Dark Matter

### Science-fiction & fantasy
- Joe Abercrombie - Before They Are Hanged
- Christopher Barzak - One For Sorrow
- Jim Butcher - White Night
- Michael Chabon - The Yiddish Policemen's Union
- Hal Duncan - Ink
- Warren Ellis - Crooked Little Vein
- Steven Erikson - Reaper's Gale
- William Gibson - Spook Country
- Ed Greenwood - Dark Lord
- Tanith Lee - Piratica III: The Family Sea
- Scott Lynch - Red Seas Under Red Skies
- Richard K. Morgan - Th1rte3n
- Ian McDonald - Brasyl
- Chuck Palahniuk - Rant
- Douglas Preston și Lincoln Child - The Wheel of Darkness
- Lucius Shepard - Softspoken
- Jeffrey Thomas - Deadstock
- Catherynne M. Valente - The Orphan's Tales: In the Cities of Coin and Spice

## Premii literare
- Medalia Premiului NobelPremiul Nobel pentru Literatură: Doris Lessing

### Premiile Academiei Române
Premiile Academiei Române pe 2005 și acordate în 2007.
- Premiul „Timotei Cipariu”': Gramatica Limbii Române, Raluca Brăescu, Elena Carabulea, Blanca Croitor Balaciu, Andreea Dinică, Mihaela Gheorghe, Adriana Gorăscu, Dana Manea, Margareta Manu Magda, Isabela Nedelcu, Magdalena Popescu-Marin, Ileana Vântu.

- Premiul „Bogdan Petriceicu Hasdeu”: Dicționarul Ortografic, Ortoepic și Morfologic al Limbii Române, Cristiana Aranghelovici, Mioara Popescu, Mariana Rădulescu Sala
- Premiul „Mihai Eminescu”: Circul domestic, Claudiu Komartin
- Premiul „Ion Luca Caragiale”: nu s-a acordat
- Premiul „Titu Maiorescu”: Sorin Titel, Opere îngrijită de Cristina Balinte și Ștefan Bănulescu, Opere îngrijită de Oana Soare
- Premiul „Ion Creangă”: Cruciada copiilor de Florina Ilis și O limbă comună de Sorin Stoica[1]
- Premiul „Lucian Blaga”: Mircea Eliade-un prizonier al Istoriei de Florin Țurcanu și Istoria literaturii române contemporane de Alex Ștefănescu

### Premiile Uniunii Scriitorilor
Premiile Uniunii Scriitorilor pe 2006 și acordate în 2007.
- Proză: Petru Cimpoeșu, Chistina domestica și vânătorii de suflete
- Poezie: Angela Marinescu, Întâmplări derizorii de sfârșit
- Critică, istorie literară. Eseu: Matei Călinescu, Eugene Ionesco: teme identitare și existențiale
- Dramaturgie: Matei Vișniec, Omul cu o singură aripă
- Debut: Vasile Ernu, Născut în URSS

Livia Roșca, Ruj pe icoane
- Premiul „Andrei Bantaș” (anglistică): Antoaneta Ralian, Henry Miller, Nexus
- Premii speciale:
  - Bucureștii în imagini în vremea lui Carol I, ediție de Stelian Țurlea. Text de Emanuel Bădescu
  - Dan Slușanschi,  Dimitrie Cantemir, Principele Moldovei, Descrierea stării de odinioară și de astăzi
- Premiul Național de Literatură pe anul 2006: Radu Cosașu

### Alte premii literare
- unul dintre cele mai importante premii pentru poezie din Franța – Premiul Guillaume Apollinaire – este acordat pentru primă dată, în cei aproape 70 de ani de existantă, unui autor străin : poetei  Linda Maria Baros, pentru volumul de versuri La Maison en lames de rasoir, Cheyne  éditeur, 2006 (apărut la Editura Cartea Românească sub titlul Casa din lame de ras în 2006)

## Decese
- 30 ianuarie — Gheorghe Crăciun, scriitor român (n. 1950)
- 30 ianuarie — Sidney Sheldon, scriitor american (n. 1917)
- 13 februarie — Elizabeth Jolley, scriitoare australiană (n. 1923)
- 2 martie — Henri Troyat, scriitor francez (n. 1911)
- 11 aprilie — Kurt Vonnegut, scriitor amnerican (n. 1922)
- 7 mai — Octavian Paler, scriitor și publicist român (n. 1926)
- 26 iunie — Géza Domokos, scriitor și om politic maghiar transilvănean (n. 1928)
- 27 iulie — Victor Frunză, scriitor român (n. 1935)
- 28 iulie — Isidore Isou, scriitor francez de origine română (n. 1925)
- 15 august — Dan Alexandru Condeescu, critic literar român (n. 1950)
- 26 august — Valeriu Condurache, scriitor și publicist român (n. 1950)
- 10 octombrie — Norman Mailer, scriitor american (n. 1923)
- 14 decembrie — Mihai Pelin, scriitor și publicist român (n. 1940)